# Fritz Kröhnke
Fritz Titus Kröhnke (* 13. Juni 1903 in Hamburg; † 12. April 1981) war ein deutscher Chemiker und Hochschullehrer. Von ihm beschriebene Synthesen aromatischer Aldehyde (Kröhnke-Reaktion) und von Pyridinen (Kröhnke-Pyridin-Synthese) tragen seinen Namen.

## Leben
Fritz Kröhnke wuchs in Berlin auf und schloss 1922 den Besuch eines humanistischen Gymnasiums mit dem Abitur ab. Anschließend studierte er Chemie an der Ruprecht-Karls-Universität Heidelberg und an der Universität Berlin. Seit 1922 war er Mitglied der Studentenverbindung Rupertia Heidelberg.  In Berlin wurde er 1928 bei Hermann Otto Laurenz Fischer mit einer Arbeit Ueber Phenylglyoxal – Ueber eine empfindliche Reaktion auf zweiwertiges Eisen promoviert. Anschließend arbeitete er bis 1932 bei Hermann Leuchs über die Struktur von Strychnos-Alkaloiden. Er habilitierte sich ebenfalls in Berlin 1936 mit einer Arbeit Über Enolbetaine.
Ab 1940 war er zum Kriegsdienst eingezogen, kehrte aber 1944 im Rahmen der Osenberg-Aktion nach Berlin zurück und wurde dort zum außerplanmäßigen Professor ernannt.
Nach dem Zweiten Weltkrieg war Kröhnke zunächst bis 1947 an der  Universität Göttingen tätig. Von dort wechselte er in die industrielle Forschung und kam 1955 als außerplanmäßiger Professor an die Justus-Liebig-Universität Gießen. Dort übernahm er 1958 die Nachfolge von Friedrich Krollpfeiffer. Kröhnke betreute etwa 70 Diplom- und Doktorarbeiten und wurde 1970 emeritiert.

## Arbeitsgebiet
Sein Arbeitsgebiet umfasste insbesondere umfangreiche Untersuchungen zur Darstellung und zu synthetischen Anwendungen stickstoffhaltiger Heterocyclen, beispielsweise von Pyridiniumsalzen, von Nitronen und anderen Stoffklassen.
Seine private Mineraliensammlung erhielt das Mineralogische Museum im Campus Lankwitz der Freien Universität Berlin.

## Publikationen
Kröhnke war Autor von mehr als 200 wissenschaftlichen Publikationen.